# Frances Stewartová
Frances Teresa Stewart, vévodkyně z Richmondu a Lennoxu (8. července 1648, Paříž – 15. října 1702) byla anglická aristokratka, pověstná svou krásou (byla nazývána La Belle Stuart – krásná Stuartovna), která odmítla stát se milenkou anglického krále Karla II. Její tvář byla předlohou podoby tváře Britannie, idealizovaného symbolu Britských ostrovů.

## Biografie
Frances byla dcerou Waltera Stewarta, osobního lékaře anglické královny Henrietty Marie a vzdáleného příbuzného Stuartovců. Její rodiče prchli před Oliverem Cromwellem do Francie, kde se Frances v Paříži v roce 1648 narodila. Do Anglie přijela mladičká Frances za restaurace Stuartovců v roce 1662 jako dvorní dáma nové královny Kateřiny z Braganzy, jejíž svatby s králem Karlem II. se účastnila.
Svým půvabem na sebe Frances záhy obrátila pozornost dvora. Samuel Pepys napsal, že byla tím nejkrásnějším, co v životě viděl. Mezi její ctitele se kromě řady dalších zařadil i sám král, okouzlen její krásou, šarmem i vtipem, snad bylo pro něj důležité i to, že se vyhýbala jak politice, tak dvorským intrikám a netoužila získat moc; Frances ho však odmítla, nechtíc se stát jednou z řady milenek ženatého panovníka.
21. března roku 1667 se bez králova svolení provdala za králova bratrance čtvrtéto stupně, Charlese Stewarta, 3. vévodu z Richmondu a Lennoxu (1639–1672). Pro sňatek bez královského souhlasu se musela vzdálit královského dvora.
Nedlouho poté, v roce 1669 onemocněla neštovicemi. Král k ní ihned přijel a odpustil jí sňatek uzavřený bez jeho souhlasu. Po uzdravení se Frances vrátila na královský dvůr; již se nevyhýbala přízni krále, získala si však i náklonnost královny. Její manžel byl pověřen diplomatickou misí ve Skotsku a později v Dánsku, zatímco Frances zůstala v Anglii, starajíc se o jeho majetky. Vévoda zemřel v roce 1672 (rovněž na neštovice); jejich manželství zůstalo bezdětné. Koruna převzala jeho statky a vdově bylo přiznáno 1000 liber ročního důchodu.
Vévodkyně zemřela v roce 1702. Dědil po ní její bratranec Alexander Stuart, 5. lord Blantyre.

## Odraz v historii a umění
Po vítězství Anglie ve válce s Holandskem v roce 1664 dal král razit pamětní medaile s postavou Británie a jako předlohu pro ni jmenoval Frances. Její tvář se později objevila na řadě dalších medailí, mincí i soch.
Byla několikrát portrétována oblíbeným dvorním malířem Petrem Lelym.
O neopětované lásce jejích ctitelů psal slavný básník John Dryden (1631–1700) v některých svých esejích.